# Maia Najul
Maia Najul Rosas (Tunuyán, 12 de abril de 2003) é uma jogadora de vôlei de praia argentina.

## Carreira
Começou a praticar o voleibol desde criança em sua cidade natal, em 2014 nos Jogos Evita, foi convidada para migrar para o vôlei de praia em 2015, disputou com Carla De Brito os Jogos Pan-Americanos Júnior de 2021 em Cáli em 2021, no circuito nacional de 2021 competiu com Maria Laura Moreno, e no mesmo ano estreou no Circuito Mundial ao lado de Cecilia Peralta no torneio quatro estrelas de Itapema, válido pelo circuito mundial, em 2022 disputou o CSV Finals de Uberlândia e o Future do Circuito Mundial (Pro Tour) em Giardini-Naxos e alcançou bronze no Future de Lecce.

## Títulos e resultados
- Future de IOS do Circuito Mundial de Vôlei de Praia 2023
- Future de Lecce do Circuito Mundial de Vôlei de Praia 2023
- Future de Lecce do Circuito Mundial de Vôlei de Praia 2022